# Eyrarfell
Eyrarfell är ett berg i republiken Island. Det ligger i regionen Västfjordarna, 210 km norr om huvudstaden Reykjavík. Toppen på Eyrarfell är 834 meter över havet.
Trakten runt Eyrarfell är nära nog obefolkad, med mindre än två invånare per kvadratkilometer. Trakten runt Eyrarfell består i huvudsak av gräsmarker.